# Real Audiencia de Concepción
La Real Audiencia de Concepción o bien Audiencia y Cancillería Real de Concepción fue el más alto tribunal de la Corona española en la gobernación de Chile. Fue creada por real cédula en 1565 e instalada en la ciudad de Concepción en 1567, subordinada a la de Lima, hasta que fue disuelta definitivamente en 1575.

## Historia
Hacia 1560, por iniciativa de las autoridades locales se propuso la creación de una Real Audiencia para Chile, formalizando dicha petición el presidente de la de Lima. Se esgrimió de esta manera que serviría para poder controlar las acciones de los gobernadores de Chile, mejorar la recaudación de la Real Hacienda y poner pronto fin a la guerra en Arauco.
Antes de 1567, el más alto tribunal de Chile era el de justicia mayor, cuyas sentencias eran apelables ante la Real Audiencia de Lima. 
Habiendo quedado vacante el cargo de gobernador del Perú, en varias ocasiones la Real Audiencia de Lima asumió colegiadamente el gobierno. Posteriormente, en muchas otras, los oidores de Audiencias eran los que asumían el gobierno interino en forma individual.
Por lo cual, por real cédula del 27 de agosto de 1565 el soberano Felipe II de España creó una Real Audiencia subordinada a la de Lima para la gobernación de Nueva Extremadura o de Chile, siendo expedidas sus ordenanzas el 18 de mayo del mismo año. Recién sería instalada en la ciudad de Concepción el 5 de agosto de 1567.
El Cabildo de Santiago, en sesión de 12 de mayo de 1567, reconoció sin vacilar la autoridad de la Real Audiencia de Concepción. A principios de agosto de 1567 arribaron los Oidores a la ciudad penquista; aquel año se estableció la Real Audiencia, con toda pompa, en Concepción.
Levantóse en la plaza de armas un aparatoso tablado, en el cual se instalaron los Oidores. Un hermosísimo caballo blanco, ricamente enjaezado y acondicionado allí bajo palio, llevaba el sello que debía usar el Tribunal: Como símbolo de la autoridad real, dicho sello fue recibido con todas las muestras de respeto debidas al Soberano.
Estaba conformada por cuatro oidores, siendo uno de ellos presidente y un fiscal, y teniendo como oficiales subalternos un relator, un alguacil mayor y sus tenientes, escribanos, intérprete, un capellán y un portero.
Diversos problemas en su funcionamiento hicieron que se disolviera por real cédula del 26 de agosto de 1573, la que finalmente se cumplió el 25 de junio de 1575, un mes después de haber sido notificada. Durante ese periodo, en consecuencia, la capital del reino de Chile se encontraba en Concepción.
Tras ser disuelta la Audiencia, sus funciones judiciales fueron encomendadas al lugarteniente del gobernador y capitán general de Chile.